# Zimmer mit Stall
Zimmer mit Stall è una serie televisiva tedesca prodotta da Roxy Film  e trasmessa dal 2018 sull'emittente ARD 1 (Das Erste). Il ruolo da protagonista è interpretato da Aglaia Szyszkowitz e da Elena Uhlig e co-protagonista è l'attore Friedrich von Thun; altri interpreti principali sono Carolin Garnier, Philipp Sonntag e Bettina Mittendorfer.
Della serie sono stati trasmessi 11 episodi in formato di film TV: il primo episodio, intitolato Ab in die Berge, venne trasmesso in prima visione il 16 marzo 2018.

## Trama
Sophie Böhmler, una donna di Monaco di Baviera, acquista una fattoria in montagna e viene abbandonata dal marito, mentre la figlia adolescente Leonie è costretta a seguirla.  La donna entra subito in contrasto con Barthl, il fratello dell'ex-proprietario, che si ripromette di cacciarla, dato che  con l'arrivo di Sophie, ha dovuto abbandonare la casa dei suoi genitori.

## Episodi
| Nr | Titolo originale          | Titolo italiano | Prima TV Germania | Prima TV Italia |
| -- | ------------------------- | --------------- | ----------------- | --------------- |
| 1  | Ab in die Berge           | inedito         | 16 marzo 2018     | inedito         |
| 2  | Tierisch gute Ferien      | inedito         | 7 giugno 2019     | inedito         |
| 3  | Berge versetzen           | inedito         | 14 giugno 2019    | inedito         |
| 4  | Feuer unterm Dach         | inedito         | 14 maggio 2020    | inedito         |
| 5  | Die Waschbären sind los   | inedito         | 20 maggio 2020    | inedito         |
| 6  | Schwiegermutter im Anflug | inedito         | 16 novembre 2021  | inedito         |
| 7  | Schwein gehabt            | inedito         | 25 novembre 2021  | inedito         |
| 8  | Über alle Berge           | inedito         | 29 aprile 2022    | inedito         |
| 9  | So ein Zirkus             | inedito         | 6 maggio 2022     | inedito         |
| 10 | Das Blaue vom Himmel      | inedito         | 15 novembre 2023  | inedito         |
| 11 | Kuhhandel                 | inedito         | 22 novembre 2023  | inedito         |

## Personaggi e interpreti
- Sophie Böhmler, interpretata da Aglaia Szyszkowitz (ep. 1-9; 12-…)[2] e da Elena Uhlig (ep. 10-11)[2].
- Leonie, interpretata da Carolin Garnier. È la figlia adolescente di Sophie e di Leonie.[3][4][6]
- Barthl, interpretato da Friedrich von Thun. (ep  1-presente)[2] È il fratello dell'ex-proprietario della fattoria acquistata da Sophie.[3][4][6]
- Ferdl, interpretato da Philipp Sonntag.
- Rosalie, interpretata da Bettina Mittendorfer.
- Quirin Burger, interpretato da David Baalke.
- Max, interpretato da Manuel Fitz.
- Schorsch Müller, interpretato da Marcus Grüsser.
- Ludwig Fuchsbichler, interpretato da Christian Hoening.